# Neal Asher
Neal Asher (* 1961 Billericay) je britský spisovatel science fiction.

## Dílo
Řazeno dle data publikace.

### Svět Polity

#### Agent Cormack
- V pavučině (2005), originál Gridlinked (2001)
- Hranice řádu (2007), originál The Line of Polity (2003)
- Mosazňák (2008), originál Brass Man (2005)
- Agent řádu (2011), originál Polity Agent (2006)
- Hraniční válka (2014), originál Line war (2008)

#### Spatterjay série
- Stahovač (2004), originál The Skinner (2002)
- Cesta Sabla Keeche (2008), originál The Voyage of the Sable Keech (2006)
- Orbus (2012), originál Orbus (2009)

#### Transformace
- Temná inteligence (2017), originál Dark Intelligence (2015)
- Válečná Továrna (2018), War Factory (2016)
- Stroj nekonečna (2019), Infinity Engine (2017)

#### Samostatné romány ze světa Polity
- Pradorský měsíc (2009), originál Prador Moon (2006)
- Hilldiggers (2007), česky nevyšlo
- Stín škorpiona (2013), originál Shadow of the Scorpion (2008)
- Technik (2015), originál The Technician (2010)

### Owner trilogie
- The Departure (2011) (česky nevyšlo)
- Zero Point (2012) (česky nevyšlo)
- Jupiter War (2013) (česky nevyšlo)

### Další romány
- Cowl (2004) (česky nevyšlo)

### Novely
- Mindgames: Fool's Mate (1992) (česky nevyšlo)
- The Parasite (1996) (česky nevyšlo)
- Mason's Rats (1999) (česky nevyšlo)
- Africa Zero (2001) (česky nevyšlo)

### Povídkové sbírky
- Svět řádu[1] (2011)
- Blábol a jiné příběhy[2] (2016), originál Gabble and other stories (2008)